# 3 Brygada Górska Strzelców
3 Brygada Górska Strzelców (3 BGS) – brygada piechoty Korpusu Ochrony Pogranicza.

## Formowanie i zmiany organizacyjne
6 lipca 1939 roku szef Sztabu Głównego, generał brygady Wacław Stachiewicz zawiadomił ministra spraw wojskowych, generała dywizji Tadeusza Kasprzyckiego, że „Pan Generalny Inspektor Sił Zbrojnych zdecydował utworzenie na stopie pokojowej 3-ch brygad górskich na odcinku Żywiec – Łupków, każda w składzie około 4-ch baonów piechoty i kilku baonów ON oraz jednego dowództwa wyższego o charakterze dowództwa dywizji”.
7 lipca 1939 roku Minister Spraw Wojskowych wydał rozkaz o utworzeniu z dniem 10 lipca 1939 roku Dowództwa Pododcinka Nr 3 „Sanok” z tymczasowym miejscem postoju w Nowym Sączu oraz polecił szefowi Biura Personalnego Ministerstwa Spraw Wewnętrznych wyznaczyć niezwłocznie obsadę personalną, a II Wiceministrowi Spraw Wojskowych wydać wszelkie potrzebne zarządzenia materiałowe i gospodarcze dla dowództwa.
Nazwa «Pododcinek Nr 3 „Sanok”» była zakamuflowaną nazwą 3 Brygady Górskiej Strzelców i obowiązywała do dnia 31 sierpnia 1939 roku, kiedy to została zarządzona mobilizacja powszechna. Na dowódcę pododcinka (brygady) został wyznaczony legionista, pułkownik Jan Stefan Kotowicz, dotychczasowy dowódca Podkarpackiej Brygady Obrony Narodowej.
Na podstawie rozkazu L.8940 Ministra Spraw Wojskowych z dnia 25 sierpnia 1939 roku Pododcinek Nr 2 „Nowy Sącz” został wcielony do Korpusu Ochrony Pogranicza.
17 lipca 1939 roku, po wejściu w życie planu „W2”, zlecono przygotowanie mobilizacji Kwatery Głównej Brygady Górskiej Strzelców Nr 3. Jednostką mobilizującą został 2 Pułk Strzelców Podhalańskich z Sanoka. Kwatera główna brygady górskiej strzelców była mobilizowana, w grupie jednostek oznaczonych kolorem brązowym (podgrupa 6), według organizacji wojennej L.3674/mob.org. Stan pokojowy dowództwa pododcinka był zawiązkiem kwatery głównej brygady.
3 Brygada Górska wchodziła w skład Grupy Operacyjnej „Jasło” (Armia „Karpaty”). Zajmowała pozycje od Gorlic i dalej na wschód, obsadzając trzy odcinki obronne: Iwonicz, Płonna i Baligród.

## Walki brygady w kampanii wrześniowej 1939 roku
7 września niemiecka 1 Dywizja Górska zaatakowała styk polskich pozycji pod Krempną i Gładyszowem między 2 Brygadą Górską i 3 Brygadą Górską. 8 września ze względu na to, że do Rymanowa Zdroju wkroczyły wojska słowackie, a do Krosna niemieckie, i aby oddziały dukielskie nie znalazły się w okrążeniu, 3 Brygada Górska otrzymała rozkaz odwrotu na Sanok. Realizując go, utraciła w walkach Duklę.
9 września oddziały niemieckiej 1 Dywizji Górskiej po walkach, wyparły jej pododdziały z Rymanowa. 10 września 3 Brygada Górska broniła się w rejonie Sanoka. Tego dnia po południu Niemcy szybko złamali opór Batalionu ON „Sanok” pod Uhercami Mineralnymi. 3 Brygada Górska została tym samym zmuszona do wycofania się na wschód na Turkę, odsłaniając drogę na Lwów. Nad Stryjem weszła w skład zgrupowania gen. bryg. Stefana Dembińskiego.
W dniach 16–17 września wykonywała przeciwnatarcie na Sambor. 20 września ze względu na agresję sowiecką 17 września 1939 resztki oddziałów 3 Brygady przekroczyły granicę węgierską.

## Struktura organizacyjna i obsada personalna brygady
- Dowództwo

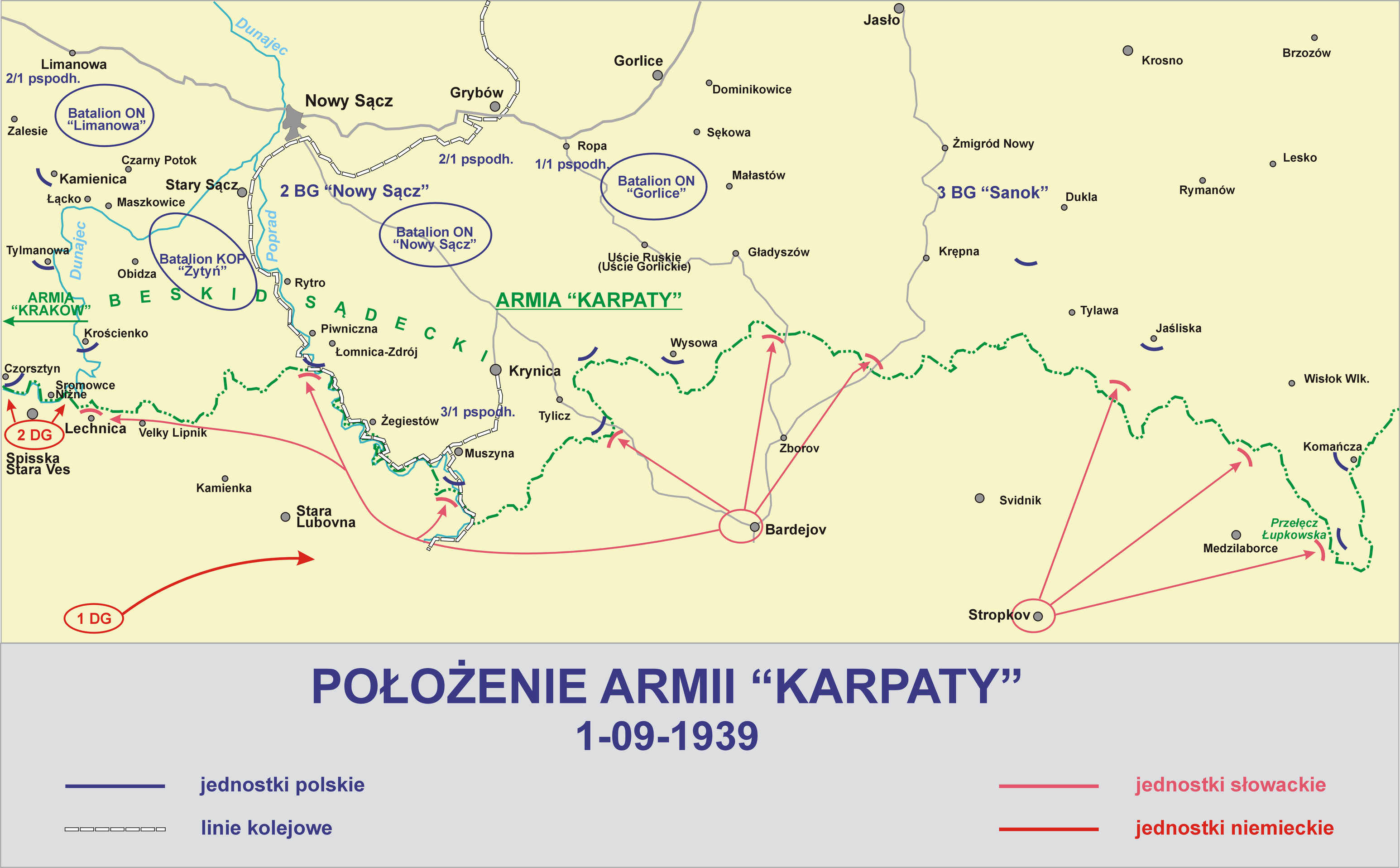
Brygada walczyła w składzie armii

  - dowódca – płk piech. Jan Stefan Kotowicz
  - oficer ordynansowy – ppor. piech. Józef Franciszek Januszewski †1940 Charków[5]
- Sztab
  - szef sztabu – kpt. dypl. Kazimierz Konrad Czechowski
  - kwatermistrz – mjr Władysław Józef Tarnawski
  - Dowódca łączności – kpt. Wacław Woronowicz
  - Dowódca saperów – kpt. Józef  Julian Zielonka
  - Szef służby zdrowia – mjr dr Józef Borecki
  - Szef służby  weterynaryjnej – kpt. lek. wet. dr Mieczysław Reichert
  - oficer wywiadowczy – kpt. Zygmunt Kosior
- 2 pułk piechoty KOP „Karpaty”
- batalion ON „Jasło” – kpt. Stefan Borowski (przeniesiony z 2 BGS)
- batalion ON „Krosno” – kpt. Antoni Melnarowicz
- batalion ON „Jarosław” – kpt. Władysław Bolesław Bochenek
- batalion ON „Brzozów” – kpt. Jan Kraus
- batalion ON „Sanok” – kpt. Tadeusz Kuniewski
- batalion ON „Rzeszów” – mjr Tadeusz Ochęduszko
- batalion ON „Turka” – mjr Stefan Chaszczyński (podporządkowany dowódcy 216 pp (rez.))
- batalion ON „Przemyśl” – kpt. Michał Włodzimierz Moroz
- batalion ON „Sambor” – mjr Marian Suda (odwód dowódcy GO „Jasło”)